# Sofie Lippert
Sofie Lippert, née le 20 décembre 1995, est une femme politique danoise, membre du Parti populaire socialiste.

## Biographie
Sofie Lippert travaille plusieurs années comme serveuse avant de commencer des études de mathématiques à l'université d'Aarhus, où elle obtient un bachelor en 2019. Après ses études, elle travaille comme animatrice de radio, consultante politique et instructrice à l'université de Copenhague.
Engagée au sein du Parti populaire socialiste, elle se présente sans succès aux élections municipales de 2017 à Aarhus. Elle est élue députée au Folketing sous les couleurs du parti lors des élections législatives du 1er novembre 2022.